# Nolana aplocaryoides
Nolana aplocaryoides là loài thực vật có hoa trong họ Cà. Loài này được (Gaudich.) I.M. Johnst. mô tả khoa học đầu tiên năm 1936.